# Ergotina
L'ergotina è un alcaloide di origine micotica, viene infatti estratta dalla Claviceps purpurea, un ascomiceta che parassita le graminacee, e in particolare la segale. La forma degli sclerozi, il cui aspetto richiama quello degli speroni, conferisce alla segale il caratteristico aspetto "cornuto".

Il termine ergotina indica in realtà non un solo, ma più estratti di segale cornuta, e più precisamente una miscela di tre alcaloidi isomeri.

## Usi clinici
In medicina ergotina può essere utilizzata grazie alla sua azione vasocostrittiva. 
Vi si fa infatti ricorso per determinare effetti di tipo emostatico o come stimolante delle contrazioni muscolari, specialmente al livello uterino.

## Effetti collaterali e indesiderati
La somministrazione di questa sostanza può determinare disturbi di tipo trombotico a causa dell'effetto vasocostrittivo a carico dei vasi ematici.